# Ismaelismo

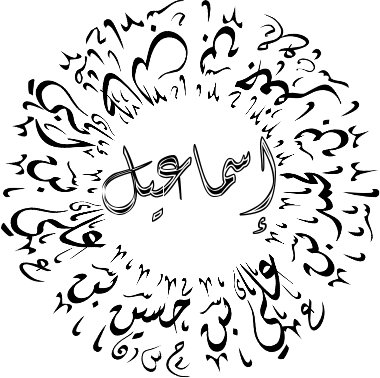
O nome do imame ismaelita, com os nomes de seus ancestrais masculinos diretos em torno dele

Ismaelismo (al-Ismā'īliyya) é um ramo minoritário dentro do xiismo, os opositores político-religioso do sunismo, ganharam força com o movimento xiita que chegou ao poder com os fatimitas, no Egito ao norte da África (sécs. século X-XII) sendo destituídos e fragmentados, pelo sunita Saladino, século XII. Os xiitas assim como os sunitas, assumem como o primeiro imame Ali (Xia) primo de Maomé, cujo casamento se deu com Fátima. Seus descendentes os fatimitas do ramo ismaelita, levam esse nome pelo fato de que com a morte do sucessor (Ismail ibne Jafar) do sexto imame o Jafar Sadique deveria ser honrada a sucessão elegendo Maomé ibne Ismail o filho de Ismail e não o irmão de Ismail, Muça Alcadim ser eleito como o sétimo imame.[ligação inativa]
Todos concordam que Ali é o sexto imame, mas, os xiitas não chegaram a um acordo de quem seria o sétimo imame. E isso fez com que os xiitas sub-dividissem em dois grupos e os Ismaili tornaram-se dissidentes e perseguidos, tanto por xiitas quando sunitas, tendo desaparecido, voltaram à história citados no séc. IX através de Abedalá Almadi Bilá o fundador de um estado no norte da África, região hoje conhecida como Tunísia. Mas, o que torna este ramo xiita importante historicamente fora do contexto muçulmano é o fato de ter sido esse ramo que destruiu a Basílica do Santo Sepulcro localizada em Jerusalém por ordem de Aláqueme Biamir Alá, este fato contribuiu para o inicio das Cruzadas, que manchou historicamente esse ramo com o adjetivo extremistas, devido ao fato de sua ocidentalmente  assim poderia ser chamada Ultraortodoxa que às vezes ignora o sento  cívico de uma Democracia religiosa de Estados Laicos.[carece de fontes?]
Na questão político-religiosa atual, a sequência hierárquica culmina no atual 49.º imame Agacão IV (Karim Al Hussaini), existe ainda uma minoria uma subdivisão dentro desse grupo que anteriormente era um grupo que fragmentou-se em dois, denominados septimâmicos que reconhecerem apenas sete ciclos de imames no islão, crentes desse ramo acreditam que o sétimo imame ocultou-se e retornará como o profeta que encaminhará o Mádi, proclamador messiânico da escatologia da ressurreição islâmica (Compare: Drusos). Oficialmente, estima-se que exista atualmente mais de 20 milhões de xiitas ismaelitas nizaris no mundo em mais de 25 países (Veja: Nizaris).

## História

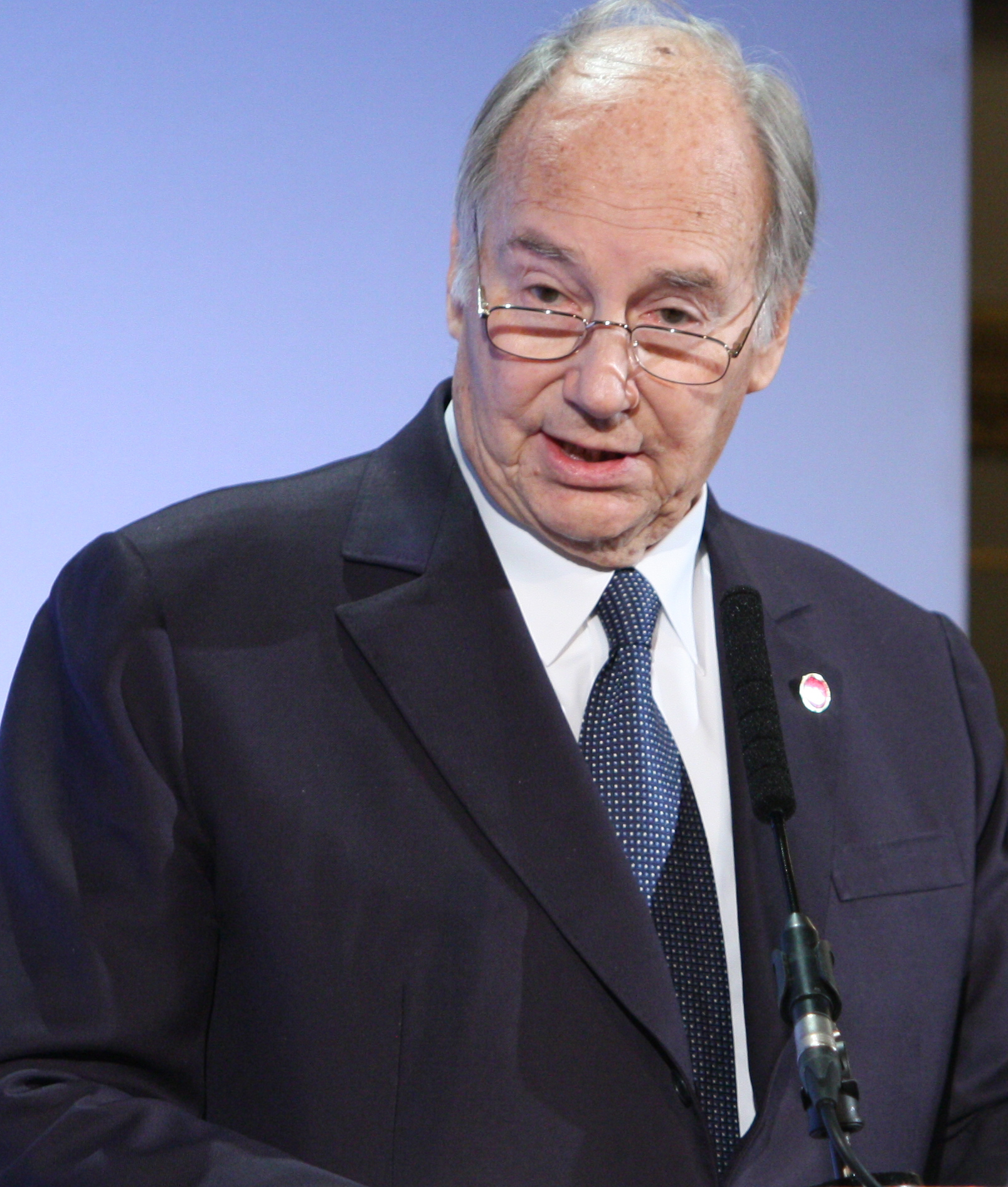
Sua Santidade o Agacão IV, na Conferência de Londres sobre o Afeganistão acontece em 4 de dezembro de 2014, co-organizada pelos governos do Reino Unido e Afeganistão

Com o falecimento do profeta Maomé (falecido em 632) o comando da nova religião foi assumido por seu sogro, Abacar, que passou a ser chamado Khalifat rasul Allah, ou seja, o 'sucessor do mensageiro de Deus'. No entanto, como este veio a falecer pouco tempo depois, um segundo Califa denominado Omar, assumiu o poder. Todavia, a escolha não foi aceita por todos e o Califa Omar foi assassinado no ano de 644. Omar havia estabelecido um corpo de eleitores que elegeu Otomão como novo Califa, mas para alguns esta honra deveria ter recaído desde o primeiro momento sobre o genro e primo de Maomé, Ali.
Assim, algumas décadas após a morte do profeta Maomé gerou-se um cisma no islão em torno de quem deveria ser o líder da comunidade islâmica. Os partidários de Ali (do árabe 'shiat Ali'),  passaram a ser conhecidos como xiitas e sustentam que o verdadeiro sucessor do profeta deveria demonstrar sua descendência direta de Ali. Em contra partida, a outra corrente do islã chamada de sunita não acreditava na necessidade do sucessor ser descendente de Ali e acreditava representar o desejo da maioria.

Estados laicos
Estados com religião oficial
Ambíguo ou sem dados

Antes da morte do profeta Maomé, Alá teria revelado a ele a sua última mensagem. O profeta foi, então, comunicar a mensagem ao povo num certo local denominado Ghadir-e-Khum ("Vale do Lago"). Após a revelação da mensagem, o profeta disse: Man Kutum Mowlahu Fa-Ali Mowla ("Para quem eu sou Senhor, Ali será seu Senhor também"). Os muçulmanos que não aceitaram Ali como sucessor do profeta chamam-se sunitas e os que aceitaram Ali como 1.º imame, são os chamados xiitas.
Como dito anteriormente, os xiitas reconheceram os descendentes de Ali como guias espirituais, sendo estes conhecidos como imames. Por fim no seio do islão xiita surgiram conflitos em torno de quem deveria ser reconhecido como imame legítimo. 
O sexto imame xiita, Jafar Sadique, teve dois filhos, Ismael e Mussa. De acordo com a visão ismaelita, Jafar Sadique nomeou o seu filho Ismael como seu sucessor. Porém, Ismael morreu três anos antes do pai, em 762 (ou segundo os ismaelitas escondeu-se por ordem do próprio pai). Uma parte da comunidade xiita entendeu por isso que o sétimo imame deveria ser Musa, enquanto que os outros (mais tarde conhecidos como ismaelitas), consideram Ismael como sétimo imame, apoiando a sucessão através do filho deste, Maomé. 
Dessa forma, correto afirmar os Xiitas se subdividiram. Todos acreditavam que o chefe do Estado, ou imame deveria ser um descendente de Ali, dotado do dom de infalibilidade no escrutínio da vontade de Deus. Mas discordavam de quem seria tal pessoa.
Os seguidores de Ismael, conhecidos por ismaelitas ou xiitas do sete imanes, porque aceitavam de início apenas sete Imãs, sendo o sétimo Maomé ibne Ismael, foram considerados inimigos não só pelos sunitas como pelos demais xiitas.
No século seguinte pouco se sabe sobre os partidários de Ismael. No século IX este grupo cristalizou-se num grupo centrado na Síria, que se opunham ao califas abássidas. 
Em 909 um ismaelita, Abedalá Almadi Bilá, fundou um estado no norte de África, mais precisamente na área da actual Tunísia. A dinastia por si formada tomaria o nome de fatímidas, pois alegava ser descendente da filha de Maomé, Fátima casada com Ali. Em pouco tempo, os fatímidas conquistaram o Egito, onde fundaram a cidade do Cairo no ano de 969, que funcionaria como capital da dinastia. 
Um dos califas desta dinastia, Aláqueme Biamir Alá (falecido em 1021) foi proclamado "divino" por Adarazi. Aláqueme ordenou também a destruição da Basílica do Santo Sepulcro em Jerusalém, um dos factores que contribuirá para as Cruzadas.
Em 1094 ocorreu uma crise sucessória no Califado Fatímida. Após a morte do califa Almostancir, os irmãos Almostali e Nizar lutariam pela liderança do califado. Os governantes fatímidas apoiariam Almostali e os seguidores de Nizar, que ficariam conhecidos como nizaritas, fugiram para as montanhas da Síria e do Irão.
Na Síria o ramo nizari desenvolveu uma seita chamada Assassinos (hashashin).

## Doutrinas
À semelhança dos outros muçulmanos, os ismaelitas acreditam num único deus e no profeta Maomé como mensageiro divino. Partilham com os outros xiitas a crença que Ali foi nomeado por Maomé para líder a comunidade muçulmana, devido à sua capacidade para interpretar a mensagem de Deus, dom que foi transmitido aos seus descendentes. 
Contudo, ao contrário dos outros xiitas, os ismaelitas seguem um imame vivo, o qual é denominado como "Hazir Imam". Os nizaritas têm como seu imame o Agacão.
O pensamento ismaelita apresenta igualmente uma visão cíclica, desenrolando-se a história ao longo de sete eras. Cada uma destas eras é iniciada por um profeta, que traz consigo uma escritura sagrada. Cada profeta é acompanhado por um companheiro silencioso, que revela os aspectos esotéricos ( tā'wil) da escritura. Os seis primeiros ciclos estiveram associados aos profetas Adão, Noé, Abraão, Moisés, Jesus e Maomé. O companheiro silencioso de Maomé doi Ali, à quem foi destinado o estudo de Tafsir e de compreensão oculta da mensagem do Alcorão Sagrado. Ao final da Era do Profeta Muhammad, virá a era do Qiyamat (Apocalipse). Onde na visão exegética ismaelita, seria a era que todo o tā'wil de todas religiões anteriores irá ficar evidente, assim como o fim das obrigações e das diferenças religiosas. Todo o processo do Qiyamat irá acontecer de maneira oculta pelo Imam que irá fundar essa nova era, o Qa'im Al-Qayiama. [8][9]